# Franck–Hertz-kísérlet
A James Franck és Gustav Hertz német fizikusok által 1914-ben a Berlini Egyetemen elvégzett Franck–Hertz-kísérlet volt az első, amely a Bohr-modell atomi energianívóinak létezését a fénykibocsátástól függetlenül is igazolta.
A kísérlet kvantum- és atomfizikában játszott elvi jelentőségéért Franck és Hertz elnyerték az 1925. évi fizikai Nobel-díjat.

## A kísérlet és az eredmények értelmezése
A kísérlet során a légritkított, gáztöltésű elektroncsőben elektronok és atomok ütközését hozták létre. A mérések szerint az atomok csak meghatározott energiát képesek a velük ütköző elektronoktól átvenni. Ekkor az ütközések rugalmatlanok, az atomok gerjesztődnek. Ha az ütköző elektronok energiája nem egyezik meg az atomi energiaszintek különbségével, akkor nincs energiaátvétel, az elektronok ütközései az atomokkal rugalmasnak bizonyulnak.
Franck és Hertz a kísérlet során kis nyomású higanygőzzel töltött elektroncsövet használt. A csőben az anód és a katód között egy harmadik, lyukacsos dróthálóból készült elektróda is van, amelyet rácsnak hívnak. Az ilyen elektroncső neve trióda. A katódot egy feszültségforrás segítségével izzítjuk. A magas hőmérséklet hatására elektronok szakadnak ki a katódból (ez az ún. termikus emisszió). A rácsra változtatható, a katódhoz képest pozitív feszültséget kötünk, ezt a rácsfeszültséget a műszer segítségével mérjük. A pozitív rácsfeszültség hatására az izzókatódból kilépő elektronok felgyorsulnak. A gyorsítótérben felgyorsult elektronok legyőzik a rács és anód közötti −0,5 V feszültségű ellenteret, majd az anódra jutva az ampermérővel mérhető áramot hoznak létre.

A Franck-Hertz-kísérlet áramerősség-feszültség karakterisztikája

Az anódáramot a gyorsítófeszültség (rácsfeszültség) függvényében ábrázolva a grafikonon látható jellegzetes görbét kapjuk.
- A rácsfeszültség növelésével az anódáram kezdetben nő; a rács és anód közötti térben az elektronok rugalmasan ütköznek a higanygőz atomjaival, így lényegében nem veszítve energiát (az elektronok tömege ugyanis sokkal kisebb a higanyatom tömegénél).
- A rácsfeszültség adott értékénél azonban (higanyatomokkal végzett kísérletben 4,9 V-nál) az anódáram hirtelen csökkenni kezd; az elektronok most rugalmatlanul ütköznek, energiájuk nagy részét átadva a higanyatomoknak, gerjesztett állapotba hozzák azokat. Az így lecsökkentett energiájú elektronok viszont nem tudnak a −0,5 V feszültségű ellentéren keresztül az anódra jutni, ezt jelzi az anódáram csökkenése.
- Tovább növelve a rácsfeszültséget, az anódáram ismét nő.
- Egy újabb meghatározott feszültségértéknél (4,9 V + 4,9 V) azonban ismét csökkenni kezd; az elektronoknak úgy megnő az energiája, hogy kétszer is tudnak egy-egy alapállapotú higanyatomot gerjeszteni.
- A feszültség további növelésével elérhetjük a többszörös gerjesztéseket is.

### Könyvek
- Dr. Halász Tibor, Dr. Jurisits József, Dr. Szűcs József: Fizika 11-12, Mozaik Kiadó, 2004, ISBN 963-697-466-7
- Gulyás János, Honyek Gyula, Markovits Tibor, Szalóki Dezső: Fizika-Modern Fizika, Calibra Kiadó, Budapest, ISBN 963-686-318-0

## Külső hivatkozások
- Physics Education Research Group